# Tonči Stipanović
Tonči Stipanović (Split, Yugoslavia, 13 de junio de 1986) es un deportista croata que compite en vela en las clases Laser y Star.
Participó en tres Juegos Olímpicos de Verano, obteniendo dos medallas de plata, en Río de Janeiro 2016 y Tokio 2020, en la clase Laser, y el cuarto lugar en Londres 2012.
Ganó tres medallas en el Campeonato Mundial de Laser entre los años 2012 y 2021, y seis medallas en el Campeonato Europeo de Laser entre los años 2010 y 2023. Además, obtuvo una medalla de plata en el Campeonato Mundial de Star de 2021.

## Palmarés internacional
| Juegos Olímpicos   | Juegos Olímpicos        | Juegos Olímpicos  | Juegos Olímpicos |
| Año                | Lugar                   | Medalla           | Clase            |
| ------------------ | ----------------------- | ----------------- | ---------------- |
| 2016               | Río de Janeiro (Brasil) | Medalla de plata  | Laser            |
| 2020               | Tokio (Japón)           | Medalla de plata  | Laser            |
| Campeonato Mundial |                         |                   |                  |
| Año                | Lugar                   | Medalla           | Clase            |
| 2012               | Boltenhagen (Alemania)  | Medalla de plata  | Laser            |
| 2020               | Melbourne (Australia)   | Medalla de bronce | Laser            |
| 2021               | Barcelona (España)      | Medalla de bronce | Laser            |
| Campeonato Europeo |                         |                   |                  |
| Año                | Lugar                   | Medalla           | Clase            |
| 2010               | Tallin (Estonia)        | Medalla de oro    | Laser            |
| 2011               | Helsinki (Finlandia)    | Medalla de oro    | Laser            |
| 2013               | Dún Laoghaire (Irlanda) | Medalla de oro    | Laser            |
| 2014               | Split (Croacia)         | Medalla de oro    | Laser            |
| 2015               | Aarhus (Dinamarca)      | Medalla de bronce | Laser            |
| 2023               | Andora (Italia)         | Medalla de oro    | Laser            |

| Campeonato Mundial | Campeonato Mundial | Campeonato Mundial | Campeonato Mundial |
| Año                | Lugar              | Medalla            | Clase              |
| ------------------ | ------------------ | ------------------ | ------------------ |
| 2021               | Kiel (Alemania)    | Medalla de plata   | Star               |